# Pirkleův alkohol
Pirkleův alkohol ((9-anthryl)(trifluormethyl)methanol) je bílá krystalická látka, za pokojové teploty a nepřítomnosti světla a kyslíku stálá. Je chirální a obvykle se používá v podobě jednoho z enantiomerů jako chirální posunové činidlo ve spektroskopii nukleární magnetické rezonance (NMR) za účelem současného určování absolutní konfigurace a enantiomerní čistoty dalších chirálních sloučenin. Látka je pojmenována po Williamu H. Pirkleovi, jehož skupina vyvinula přípravu a používání tohoto alkoholu.

## Příprava
Pirkleův alkohol se připravuje trifluoracetylací antracenu za vzniku trifluormethyl-9-anthrylketonu, který se následně redukuje chirálním hydridem získaným z hydridu lithnohlinitého a (4S,5S)-(−)-2-ethyl-4-hydroxymethyl-5-fenyl-2-oxazolinu (takto se vytváří R-izomer); racemický alkohol vzniká, když je trifluormethyl-9-anthrylketon redukován tetrahydridoboritanem sodným, kdy se poté enantiomery přemění působením enantiomerně obohaceného 1-(1-naftyl)ethyl-izokyanátu na diastereomerní karbamáty. Tyto diastereomery lze rozdělit sloupcovou chromatografií a následně hydrolyzovat na jednotlivé enantiomery Pirkleova alkoholu.

## Použití
V organických syntézách je často nutné určit enantiomerní čistotu a absolutní konfiguraci. Pirkleův alkohol se používá při jejich zjišťování pomocí NMR spektroskopie. Po jeho přidání do roztoku chirálních molekul vznikají krátkodobé diastereomerní produkty. Enantiomorfní protony enantiomerů analytu, nerozlišitelných s použitím NMR, se reakcemi s Pirkleovým alkoholem stávají diastereomorfními a vykazují v NMR spektrech odlišné signály. Relativní intenzity těchto signálů kvantitativně odpoídají enantiomerní čistotě analytu.